# Wanda Perdelwitz
Wanda-Colombina Perdelwitz (Berlino, 13 febbraio 1984) è un'attrice tedesca.
Figlia d'arte (dell'attrice Heidrun Perdelwitz), tra cinema e televisione, ha partecipato ad oltre una ventina di differenti produzioni, a partire dal 2001.
Tra i suoi ruoli principali figurano quello di Kira nel film Muxmäuschenstill (2004), quello di Harriet Devonshire nel film TV Il sogno di Harriet (2011) e quello di Nina Sieveking nella serie televisiva 14º Distretto (Großstadtrevier, 2012-...). È apparsa inoltre come guest-star in serie televisive quali Balko, Tatort, Il commissario Kress, La nostra amica Robbie, Guardia costiera, Squadra Speciale Colonia, ecc.
In alcune produzioni è accreditata come Wanda Colombina.

## Filmografia

### Cinema
- CQ (2001)
- Tattoo (2002)
- Home Run (2002) - ruolo: Sara
- Soloalbum (2003) - Madonna
- Muxmäuschenstill (2004) - Kira
- Wahrheit oder Pflicht (2005) - Birgit
- Das Kindermädchen (2012) - Connie
- Lore (2012)
- Eine Rolle mit Stil - cortometraggio (2014)

### Televisione
- La nostra amica Robbie - serie TV, 1 episodio (2003) - ruolo: Eva Gerlach
- Tatort - serie TV, 1 episodio (2003)
- Die Sitte - serie TV, 1 episodio (2003)
- Guardia costiera - serie TV, 1 episodio (2003) - Nele
- Balko - serie TV, 1 episodio (2004)
- Il commissario Kress - serie TV, 1 episodio (2004)
- Wolff - Un poliziotto a Berlino - serie TV, 1 episodio (2005)
- Die Rettungsflieger - serie TV, 1 episodio (2007)
- R.I.S. - Die Sprache der Toten - serie TV, 1 episodio (2007)
- SOKO Wismar - serie TV, 1 episodio (2007)
- In aller Freundschaft - serie TV, 1 episodio (2007) - Theresa Penckert
- Squadra Speciale Colonia - serie TV, 1 episodio (2009)
- Polizeiruf 110 - serie TV, 1 episodio (2010)
- Finalmente arriva Kalle - serie TV, 1 episodio (2010)
- In aller Freundschaft - serie TV, 1 episodio (2010) - Elvira Marquardt
- Il sogno di Harriet (Katie Fforde: Harriets Traum), regia di John Delbridge – film TV (2011)
- 14º Distretto - serie TV, 1 episodio (2012) - Julia Decker
- 14º Distretto - serie TV, 17+ episodi (2012-...) - Nina Sieveking